# Laze, Gorenja vas-Poljane
Laze este o localitate din comuna Gorenja vas - Poljane, Slovenia, cu o populație de 17 locuitori.